# Villard-Bonnot
Villard-Bonnot è un comune francese di 7 363 abitanti situato nel dipartimento dell'Isère della regione dell'Alvernia-Rodano-Alpi.

## Società

### Evoluzione demografica
Abitanti censiti